# Druye
Druye és un municipi francès, situat al departament de l'Indre i Loira i a la regió de Centre – Vall del Loira. L'any 2007 tenia 864 habitants.

## Demografia

### Població
El 2007 la població de fet de Druye era de 864 persones. Hi havia 294 famílies, de les quals 43 eren unipersonals (27 homes vivint sols i 16 dones vivint soles), 106 parelles sense fills, 133 parelles amb fills i 12 famílies monoparentals amb fills.
La població ha evolucionat segons el següent gràfic:
Habitants censats

### Habitatges
El 2007 hi havia 326 habitatges, 303 eren l'habitatge principal de la família, 9 eren segones residències i 14 estaven desocupats. 319 eren cases i 5 eren apartaments. Dels 303 habitatges principals, 237 estaven ocupats pels seus propietaris, 59 estaven llogats i ocupats pels llogaters i 7 estaven cedits a títol gratuït; 14 tenien dues cambres, 44 en tenien tres, 72 en tenien quatre i 173 en tenien cinc o més. 240 habitatges disposaven pel capbaix d'una plaça de pàrquing. A 110 habitatges hi havia un automòbil i a 181 n'hi havia dos o més.

### Piràmide de població
La piràmide de població per edats i sexe el 2009 era:
| Homes | Edats   | Dones |
| ----- | ------- | ----- |
| 0     | 95 o +  | 12    |
| 0     | 90 a 94 | 24    |
| 4     | 85 a 89 | 8     |
| 4     | 80 a 84 | 28    |
| 16    | 75 a 79 | 4     |
| 0     | 70 a 74 | 4     |
| 20    | 65 a 69 | 4     |
| 16    | 60 a 64 | 28    |
| 16    | 55 a 59 | 12    |
| 40    | 50 a 54 | 24    |
| 32    | 45 a 49 | 24    |
| 16    | 40 a 44 | 28    |
| 32    | 35 a 39 | 20    |
| 16    | 30 a 34 | 24    |
| 24    | 25 a 29 | 20    |
| 28    | 20 a 24 | 16    |
| 12    | 15 a 19 | 48    |
| 24    | 10 a 14 | 20    |
| 36    | 5 a 9   | 8     |
| 4     | 0 a 4   | 8     |

## Economia
El 2007 la població en edat de treballar era de 530 persones, 420 eren actives i 110 eren inactives. De les 420 persones actives 402 estaven ocupades (214 homes i 188 dones) i 19 estaven aturades (9 homes i 10 dones). De les 110 persones inactives 52 estaven jubilades, 26 estaven estudiant i 32 estaven classificades com a «altres inactius».

### Ingressos
El 2009 a Druye hi havia 306 unitats fiscals que integraven 844 persones, la mediana anual d'ingressos fiscals per persona era de 19.304 €.

### Activitats econòmiques
Dels 39 establiments que hi havia el 2007, 1 era d'una empresa de fabricació d'altres productes industrials, 9 d'empreses de construcció, 8 d'empreses de comerç i reparació d'automòbils, 1 d'una empresa de transport, 2 d'empreses d'hostatgeria i restauració, 6 d'empreses immobiliàries, 4 d'empreses de serveis, 5 d'entitats de l'administració pública i 3 d'empreses classificades com a «altres activitats de serveis».
Dels 12 establiments de servei als particulars que hi havia el 2009, 1 era un taller de reparació d'automòbils i de material agrícola, 3 guixaires pintors, 2 fusteries, 2 lampisteries, 1 electricista, 2 perruqueries i 1 restaurant.
L'únic establiment comercial que hi havia el 2009 era una gran superfície de material de bricolatge.
L'any 2000 a Druye hi havia 18 explotacions agrícoles que ocupaven un total de 1.270 hectàrees.

## Equipaments sanitaris i escolars
El 2009 hi havia una escola elemental integrada dins d'un grup escolar amb les comunes properes formant una escola dispersa.

## Poblacions properes
El següent diagrama mostra les poblacions més properes.